# Лозна (притока Айдару)
Лозна — річка в Україні, права притока річки Айдар. Басейн Сіверського Дінця. Довжина 32 км. Площа водозбірного басейну 481 км². Похил 1,7 м/км. Долина асиметрична. Річище звивисте. Використовується на зрошення.
Бере початок біля с. Лугове. Тече по території Троїцького, Білокуракинського районів Луганської області. Споруджено шлюзи-регулятори.

## Притоки
Праві: балка Холодногірський Яр, балка Дуванський Яр, балка Босів Яр, Великий ліс.
Ліві: яр Довгий.

## Населені пункти
Над річкою розташовані такі села, селища (від витоків до гирла): Лугове, Вівчарове, †Маслакове, †Дуванка, Лозно-Олександрівка, Олексапіль, Петрівка, Лозне, українсько-російський кордон, Шияни, Двурєчєнка.